# ديومينا (ستافروبول)
ديومينا, ديومينو (بالروسية: Дёмино) هي مدينة في مقاطعة ستافروبول كراي في روسيا. يبلغ عدد سكانها حوالي 4319   نسمة.